# Pseudosermyle olmeca
Pseudosermyle olmeca är en insektsart som först beskrevs av Henri Saussure 1870-1872.  Pseudosermyle olmeca ingår i släktet Pseudosermyle och familjen Diapheromeridae. Inga underarter finns listade i Catalogue of Life.